# Nik Van Gool
Domenica (Nik) Van Gool (Turnhout, 24 oktober 1962) is een Belgisch bestuurster en voormalig politica voor CD&V.

## Levensloop
Van Gool groeide op in Bevel en studeerde maatschappelijk werk aan de Katholieke Hogeschool Leuven en management sociale economie aan de Universiteit Antwerpen.
In 1999 werd ze aangesteld als manager beleid en innovatie bij de Landelijke Kinderopvang, een functie die ze uitoefende tot 2011. Tevens was ze vanaf 2004 tot maart 2012 nationaal voorzitster van Kind en Preventie. In 2012 werd ze aangesteld tot nationaal voorzitter van het Katholiek Vormingswerk voor Landelijke Vrouwen (KVLV), dat sinds 2020 Ferm heet, in opvolging van Carla Durlet.
Van 2007 tot 2008 was ze OCMW-raadslid van Lier. Bij de Europese verkiezingen van 2009 stond ze op de vierde plaats op de CD&V-kieslijst. Ze behaalde 32.266 voorkeurstemmen, maar werd niet verkozen. Vervolgens zetelde ze van 2009 tot aan de verkiezingen van 2012 in de Lierse gemeenteraad, waar ze fractievoorzitster was.  Vervolgens zetelde ze van 10 januari 2013 tot aan de verkiezingen van 2014 in de Kamer van volksvertegenwoordigers als opvolgster van Inge Vervotte.
Ze is woonachtig te Koningshooikt.